# İlter Turan

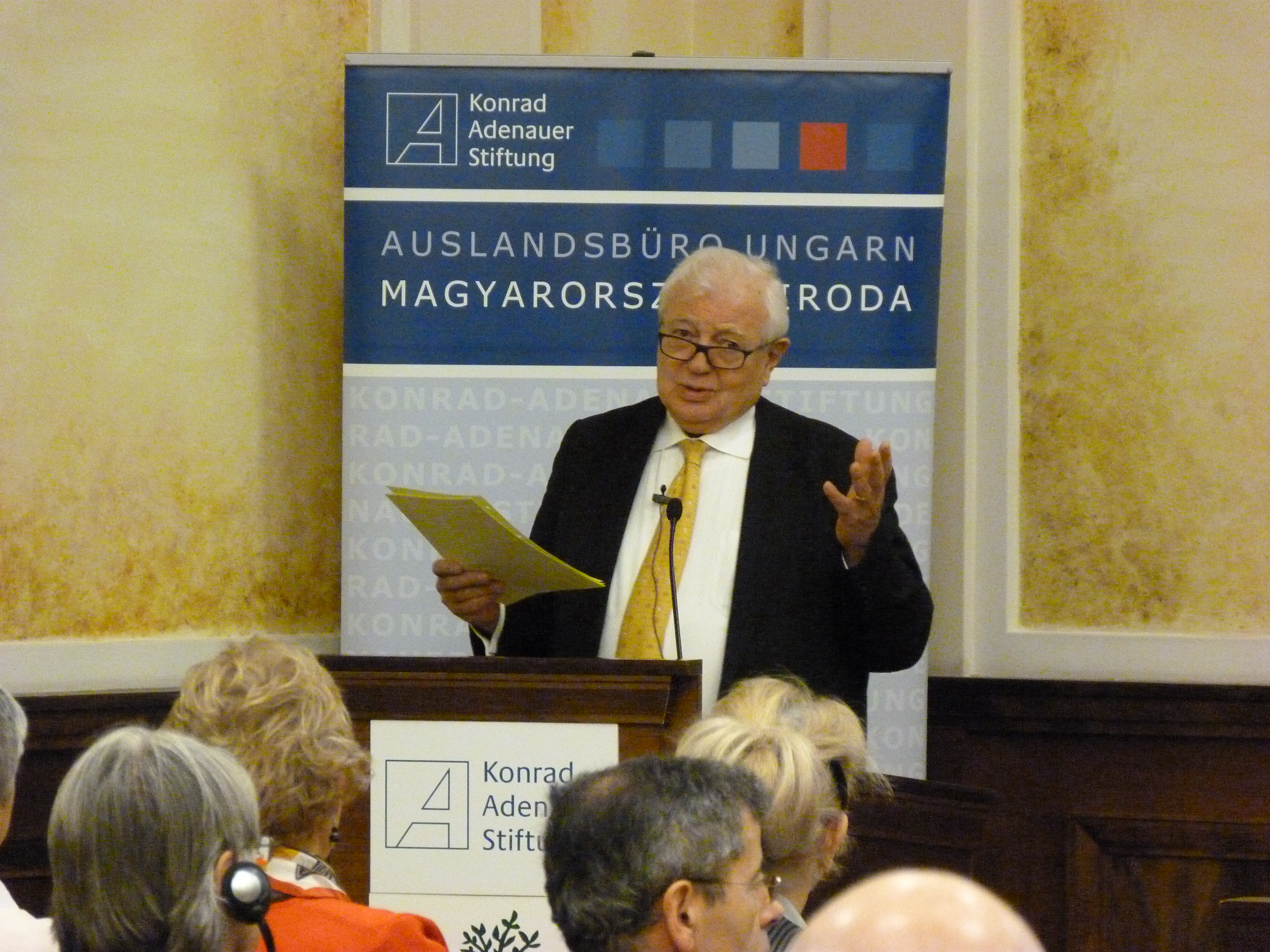
Turan bei einer Veranstaltung der KAS in Budapest im Jahr 2015

İlter Turan (* 1941 in Istanbul) ist emeritierter Professor für Internationale Beziehungen an der İstanbul Bilgi Üniversitesi.

## Leben
Turan erhielt 1961 einen Bachelor in Politikwissenschaften vom Oberlin College (USA) und 1964 den Master von der Columbia University. Im selben Jahr wurde er Assistent an der Wirtschaftsfakultät der Universität Istanbul. 1966 wurde er zum Doktor, 1970 zum Associate Professor und 1976 zum Professor ernannt. Bis 1993 lehrte er an der Universität Istanbul, anschließend bis 1998 an der Koç Üniversitesi. Zwischen 1998 und 2001 war İlter Turan Rektor der Bilgi-Universität und lehrte dort dann noch bis 2013.
Von 2000 bis 2009 war İlter Turan Präsident der Turkish Political Science Association. 2006 bis 2009 war er Programmchair für den IPSA Weltkongresse in Santiago de Chile. Im Juli 2016 wurde Turan zum Präsidenten der International Political Science Association (IPSA) gewählt, seine Amtszeit lief zwei Jahre.

## Veröffentlichungen
- The Legislative Connection: The Politics of Representation in Kenya, Korea and Turkey. Joel D. Barkan, C. L. Kim, Malcolm Jewell, İlter Turan, Duke University Press, 1984
- Turkey's Difficult Journey to Democracy: Two Steps Forward, One Step Back. Oxford University Press, Oxford 2015, ISBN 978-0199663989